# Pădurile de stejar pufos de pe Târnava Mare
Pădurile de stejar pufos de pe Târnava Mare este o arie protejată (arie specială de conservare — SAC, sit de importanță comunitară — SCI) din România, desemnată în scopul protejării biodiversității și menținerii într-o stare de conservare favorabilă a florei spontane și faunei sălbatice, precum și a habitatelor naturale de interes comunitar aflate în arealul zonei protejate. Aceasta se întinde pe teritoriile administrative ale județelor Mureș și Sibiu.

## Localizare
Aria naturală se întinde în partea sudică a județului Mureș pe teritoriul administrativ al orașului Sighișoara și al comunelor Bălăușeri, Daneș, Nadeș și în cea nord-estică a județului Sibiu, pe teritoriul orașului Dumbrăveni și al comunei Hoghilag. 
Situl se află în imediata apropiere a două drumuri naționale, DN13 (Sighișoara - Târgu Mureș) și DN14 (Mediaș - Dumbrăveni.

## Înființare
Pădurile de stejar pufos de pe Târnava Mare au fost declarate sit de importanță comunitară prin Ordinul Ministerului Mediului și Dezvoltării Durabile Nr.1964 din 13 decembrie 2007 (privind instituirea regimului de arie naturală protejată a siturilor de importanță comunitară, ca parte integrantă a rețelei ecologice europene Natura 2000 în România) și se întinde pe o suprafață de 234,5 hectare. Situl a fost protejat și ca arie specială de conservare în mai 2022.

## Biodiversitate

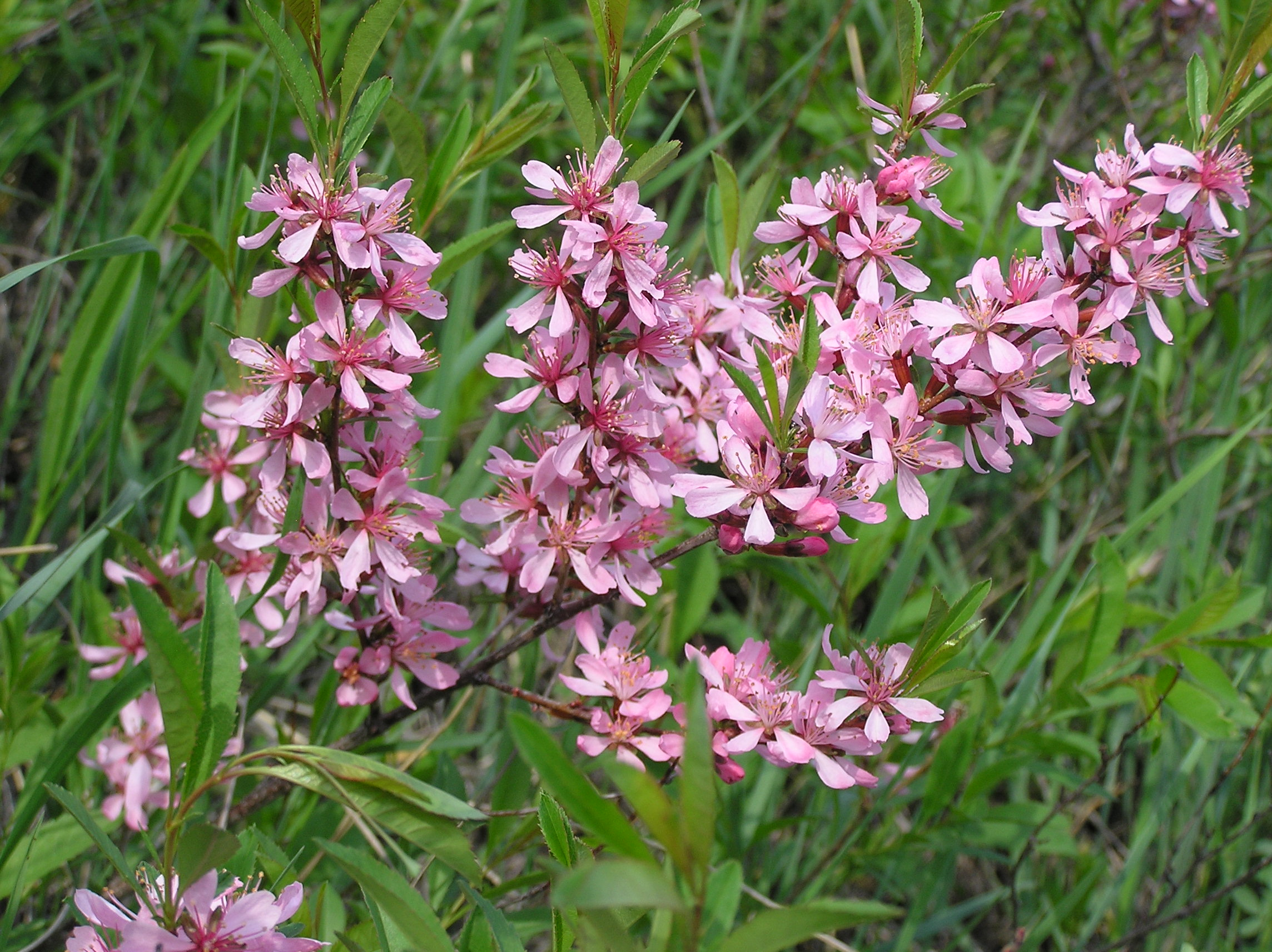
Migdal pitic (Amygdalus nana L.)

Situl reprezintă o zonă (râuri, terenuri arabile cultivate, pajiști naturale, pășuni, păduri de foioase) împădurită (încadrată în bioregiune continentală) aflată în Podișul Târnavelor (subunitate geomorfologică a Depresiunii colinare a Transilvaniei), în lunca stângă a Târnavei Mari. 
Pădurea de pe Târnava Mare conservă habitate naturale de tip: Păduri de fag de tip Asperulo-Fagetum și Vegetație forestieră panonică cu Quercus pubescens și protejază arboret de stejar pufos (Quercus pubescens) care vegetează în asociere cu specii de: gorun (Quercus petraea), stejar pedunculat (Quercus robur), tei pucios (Tilia cordata), carpen (Carpinus betulus), jugastru (Acer campestre), arțar (Acer platanoides), cireș sălbatic (Prunus avium), sorb (Sorbus torminalis), scoruș (Sorbus domestica) sau migdal pitic (Amygdalus nana L.).
La nivelul ierburilor este semnalată prezența doi iriși din speciile: stânjenel (Iris aphylla ssp. hungarica) și stânjenel mic de munte (Iris ruthenica).

## Căi de acces
- Drumul național DN14 pe ruta: Sighișoara - Daneș - drumul comunal DC58 -  Seleuș.
- Drumul național DN14 pe ruta: Mediaș - Brateiu - Dumbrăveni - drumul comunal DJ142C (care străbate situl) în direcția Viișoara.

## Monumente și atracții turistice
În vecinătatea sitului se află numeroase obiective de interes istoric, cultural și turistic; astfel:

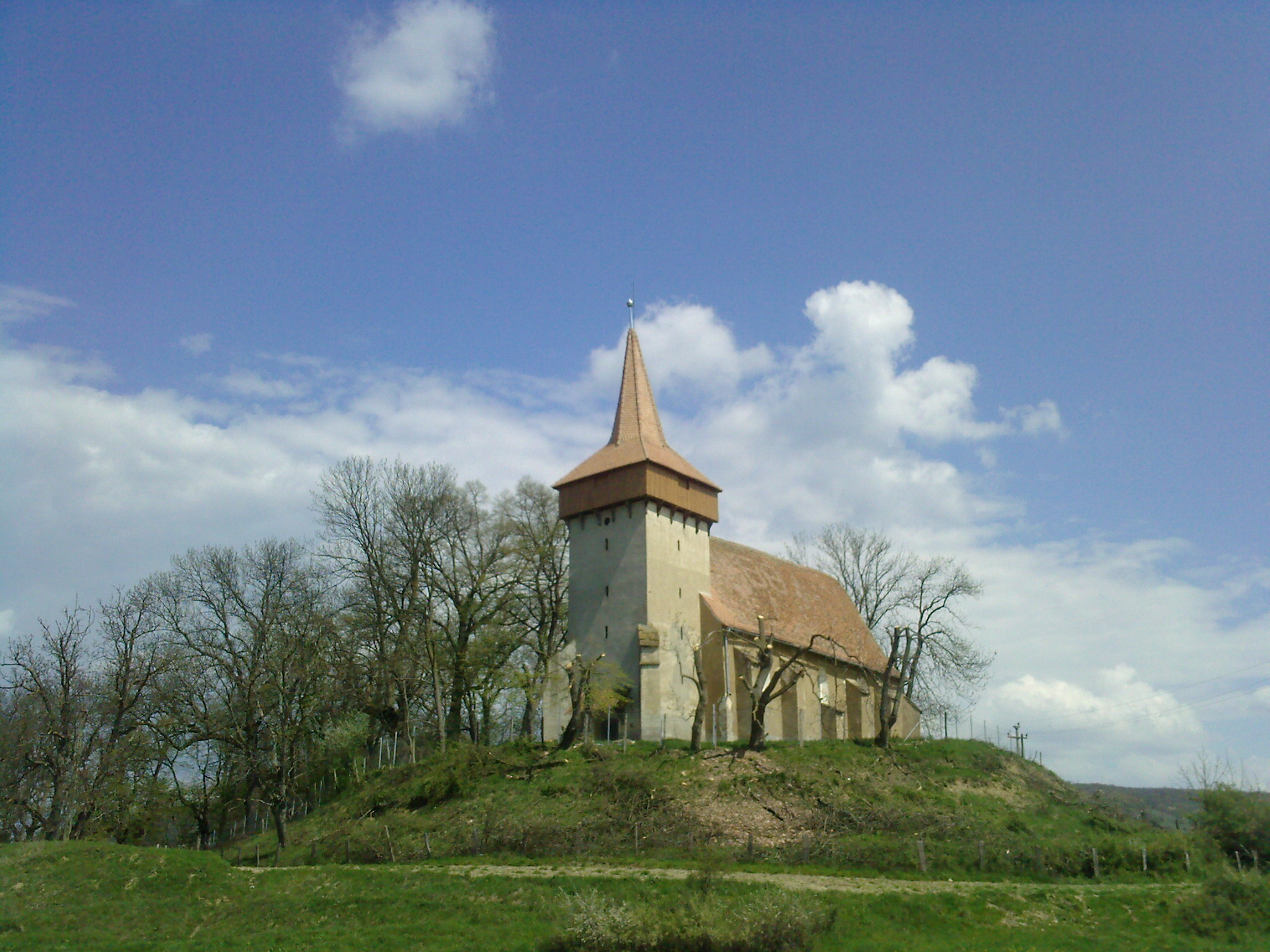
Biserica evanghelică-luterană din satul Hetiur

- Biserica evanghelică-luterană fortificată din Hetiur, monument istoric. Lăcașul de cult a fost ridicat în secolul al XV-lea, atunci când Papa Martin al V-lea renunță la daniile pe care le primea de aici, astfel toate dărilor comunității au fost folosite în ridicarea bisericii. De-a lungul vremii aceasta suferă mai multe transformării, cea mai importantă fiind făcută  între anii 1774-1775, când se înalță turnul clopotniță.
- Biserica evanghelică fortificată din Daneș, construcție sec. XV - XVI, monument istoric.
- Biserica evanghelică "Din Deal" din Sighișoara, construcție sec. XIII, sec. XIV, 1429-1483, 1525, monument istoric.
- Biserica "Intrarea Maicii Domnului în Biserică" din Sighișoara (construcție 1788-1797, 1822), monument istoric.
- Ansamblul bisericii evanghelice fortificate din Senereuș (Biserica evanghelică, incinta fortificată și turnurile), construcție sec. XVI - XIX, monument istoric.
- Biserica "Sf. Nicolae" din Daneș, construcție 1796, monument istoric.
- Biserica romano-catolică din Dumitreni, construcție sec. XVII - XVIII, monument istoric.
- Ansamblul bisericii evanghelice fortificate din Nadeș (Biserica evanghelică și incinta fortificată), construcție sec. XVII - XVIII, monument istoric.
- Ansamblul bisericii evanghelice din Hoghilag (Biserica evanghelică și turn-clopotniță), construcție sec. XVI - XIX, monument istoric.
- Biserica evanghelică din satul Prod
- Ansamblul bisericii evanghelice fortificate (Biserica evanghelică, Incintă fortificată, cu turnuri, turn de poartă, acces secundar fortificat), construcție secolul al XIV-lea, monument istoric.
- Biserica ortodoxă "Sfinții Arhangheli" din satul Valchid.
- Biserica romano-catolică "Sf. Apostoli Petru și Pavel" (biserica fostei mănăstiri mechitariste) din Dumbrăveni, construcție 1795 - 1798, monument istoric.
- Biserica armeano-catolică "Sf. Elisabeta" din Dumbrăveni, construcție 1766 - 1791, monument istoric.
- Rezervația naturală: Stejarii seculari de la Breite,